# Vudu
Vudu (voodoo, vodou ili vodun) kombinacija je katoličanstva i religija nastalih u zapadnoj Africi. Većinom se prakticira na području Haitija, na Kubi, Trinidadu, te u Brazilu i SAD-u (Louisiana).

## Podrijetlo
Riječ "voodoo" nastala je od riječi jezika zapadnoafričkih fon-naroda koja znači "duh" ili "božanstvo" i vjerojatno je nastala još prije nekoliko tisuća godina. Izraz vudu danas se koristi pri opisivanju nekoliko različitih zapadnoafričkih religija. Vudu pripada tradiciji afričkog naroda Yoruba, ali je u međuvremenu postao hibridna religija s raznovrsnim afričkim, islamskim, katoličkim ili indijanskim elementima koji su u vudu ušli kroz dolazak robova na Karibe. Kolonijalni gospodari nasilno su pokrstili veliki broj afričkih robova koji su ipak pokušali sačuvati izvornu religiju koja je za njih predstavljala i važan element kulturnog identiteta. Tako vudu ustvari koristi slike katoličkih svetaca kao zamjenu za afrička božanstva (loa) koja imaju slične ili iste osobine.

## Rasprostranjenost
Vudu se danas aktivno prakticira u Beninu, Dominikanskoj Republici, Gani, Haitiju, Louisiani i Togu. Jako slične religije prakticiraju se na izmijenjen način i pod drugim imenom na Kubi (Santeria) i u Brazilu (Umbanda, Macumba, Candomblé). Na Haitiju vudu je priznat kao jedna od državnih religija, dok je u Beninu vudu jedina autoritativna državna religija.
Vudu u posljednje vrijeme ima sve više pristalica u cijelom svijetu, prije svega u Africi gdje je lokalno stanovništvo sve više priklonjeno tradicionalnim vrijednostima. Na Haitiju gotovo je 100% stanovnika pristalica vudu religije, iako se i njih 90% istovremeno smatra katolicima.

## Božanstva
Štovatelji voodoo religije vjeruju u jednog vrhovnog boga (Bon Dieu ili Gran Met), no uz njega postoji niz različitih duhovnih bića koja se mogu podijeliti u tri skupine. Prvu čine loe koje predstavljaju duhove umrlih članova obitelji i sile svemira, a nazivaju se Les Mot. Druga kategorija su tzv. blizanci, Marasa, odnosno sile koje imaju protusilu, a pomažu ljudima u poboljšanju kvalitete života. U treću kategoriju spadaju mrtvi, koje štovatelji voodooa osobito štuju, jer imaju razvijen kult predaka.

## Praksa
Postoje dva načina za prakticiranje vudua, takozvani "Rada" i takozvani "Petro". "Rada" je stariji i stoga sadrži i više tradicionalnih elemenata, a predstavlja miroljubivi voodoo koji se bavi obiteljskim duhovima i dobrim loama. "Petro" je po svemu sudeći osnovan krajem 18. stoljeća od strane svećenika po imenu Petro koji je po priči koristio opojna sredstva kako bi svoje poklonike doveo do ekstaze. Radi se o vrsti voodooa koja se bavi crnom magijom i nanošenjem zla što je stvorilo u javnosti negativnu sliku o voodoo u općem smislu.

## Svećenici
Svećenik koji vodi ritual u voodoo religiji naziva se houngan, a svećenica se zove mambo. Svi prisutni sudionici jednako su bitni za održavanje ceremonije, a svećenik ili svećenica imaju zadaću samo usmjeravati ceremoniju.